# クレヨンしんちゃん “オラとシロはお友達だよ”
『クレヨンしんちゃん “オラとシロはお友達だよ”』（クレヨンしんちゃん オラとシロはおともだちだよ）は、1993年4月9日にバンダイ (後のバンダイナムコエンターテインメント) から発売されたゲームボーイ用ソフト。臼井儀人の漫画作品『クレヨンしんちゃん』を題材とした最初のビデオゲームでもある。

## 概要
主人公・野原しんのすけを操作して進むアクションゲーム。全4ステージであり、ステージごとに決められた目的を達成していく。道中にミニゲームがあり、クリアすることによりお手付き数（残機）が増えることがある。

## 基本操作とシステム
基本は十字キーで移動。Aボタンでジャンプ、十字キー↑で電柱や木に登ったり物陰に隠れて敵をやり過ごせる。また店の前では店に入ることが出来る。十字キー↓でしゃがみ、そのまま移動も出来る。十字キー↑+Aボタンで電柱や木にしがみつき、十字キー↓＋Aボタンで木や電柱、屋根などから降りる。アイテム取得時はBボタンで発射できる。
いじめっ子に接触したり、穴に落下したり、制限時間を過ぎるとお手付き数が減り、全てなくなるとゲームオーバーとなる（この作品のみコンティニューは無く、最初からやり直しとなる）。

## ステージ
| ステージ | タイトル              | ストーリー                                                                            |
| -------- | --------------------- | ------------------------------------------------------------------------------------- |
| 1        | おかいものにいくぞ!   | 母のみさえからおつかいを頼まれたしんのすけは町に出かける。                            |
| 2        | えんそくにいくぞ!     | 幼稚園の遠足でアスレチックに向かったしんのすけ、みんなと競争になる。                  |
| 3        | おさんぽにいくぞ!     | みさえに言われ、しんのすけはシロを散歩に連れて行くことになった。                      |
| 4        | シロをさがしにいくぞ! | ステージ3の途中でシロをどこかに置き忘れてきたしんのすけはシロを探しに行くことになる。 |

## アイテム
チョコビー
10個集めるとお手付き数が1つ増える。
しんちゃん人形
残機が1つ増える。
シャボン玉
シャボン玉攻撃が一定時間可能となる。射程は短く、隙が大きい
水鉄砲
水鉄砲で攻撃が一定時間可能となる。射程は長い。

## ミニゲーム
アクションかめんゲーム
ステージ1で登場。モグラ叩きの要領で、ブラックメケメケ団の怪人を、カーソルを合わせて攻撃するゲーム。間違えて、アクション仮面を攻撃すると減点となる。
だるまさんがころんだ
ステージ2で登場。鬼役のマサオくんが「だるまさんがころんだ」と言っている間に、Aボタンを連打することにより前進してゴールに到着する。鬼が向いている時に少しでも動くと即終了。止まったタイミングによってはふらついて倒れてしまう場合もある。
さんりんしゃレース
ステージ3で登場。障害物を避けながら、早くゴールにたどり着くゲーム。Aボタンを連打することにより前進。Bボタンでブレーキがかかる。他の三輪車に追突するとしばらく回転する。
シロをみつけだせ!
空き地でいなくなってしまったシロを、風間くん、ネネちゃん、マサオくん、ボーちゃんのアドバイスを元に探し出すゲーム。4回まで挑戦できる。「しんちゃんとあそぶ」モードではシロを見つけたか否かにより、エンディングが変化する。

## 評価
ファミ通クロスレビューでは5、6、6、6の23点。レビュアーはしんのすけらしさが表現できていてアクションやエキサイトバイクのような三輪車レースなどミニゲームもわりと出来がいいとしたが、武器がすぐなくなる、ひとつ話が終わった後にパスワードを教えてくれたらよかったとした。

## 続編
- クレヨンしんちゃん2 “オラとわんぱくごっこだゾ”（1993年10月22日発売）
- クレヨンしんちゃん3 オラのごきげんアスレチック（1994年3月26日発売）
- クレヨンしんちゃん4 “オラのいたずら大変身”（1994年8月26日発売）
- クレヨンしんちゃん オラのごきげんコレクション（1996年12月20日発売）

## 関連書籍
- ゲームボーイ完璧攻略シリーズ(16)クレヨンしんちゃん2 “オラとわんぱくごっこだゾ”必勝攻略法 - 双葉社、1993年11月20日、ISBN 4-575-28261-8

続編の攻略本。ミニゲームの内容が紹介されている。